# Kronologija Domovinskog rata: ožujak 1995.

### 2. ožujka
- Izrazita zatvorenost u kojoj predstavnici kontaktne skupine djeluju u posljednjih 48 sati - prvo u Beogradu, pa u četvrtak u Parizu - upozorava na to da su se SAD, Rusija Francuska, Njemačka i V. Britanija našle pred zaprekom u obliku S. Miloševića.[1]

### 3. ožujka
- U tijeku rata Srbija (JNA) ostala je na manje od 1.000 tenkova, a danas samo Srbija ima 2.000 tenkova, kako navodi jedan neovisan analitičar, u protekle tri godine morala je nabaviti oko 1.800 tenkova za sebe i još oko 650 za svoje paradržave u BiH i Hrvatskoj, a to znači da je u inozemstvo morala dnevno nabaviti 2,5 tenka.[1]
- Prekjučerašnji sastanak članova kontaktne skupine u Parizu bio je početak faze intenzivnih diplomatskih napora usredotočenih na izbjegavanja šireg rata na Balkanu, izjavio pomoćnik američkog državnog tajnika Richard Holbrooke.[1]

### 4. ožujka
- Komisija za ljudska prava donijela rezoluciju o nestalim na području bivše Jugoslavije, te od Beograda zatražila bolju suradnju.[1]
- Više stotina prognanika iz Gline, Topuskog i Lasinja okupilo se na zagrebačkom Trgu bana Jelačića prosvjedujući protiv neunčikovitog UNPROFOR-a, a nazočni su potpisivali i narodnu tužbu protiv B.B. Ghalija.[1]
- Među 2.000 svjedočanstava što ih je Medicinski centar za prava čovjeka dostavio istražiteljima Međunarodnog suda za ratne zločine u Haagu, šifrirani su iskazi 55-ice muškaraca logoraša - žrtava seksualnog zlostavljanja.[1]
- Sve velike sile vrše snažan pritisak na Hrvatsku kako bi promijenila svoju odluku o otkazu mandata UNPROFOR-u, koji istječe 31. ožujka.[1]
- Vlada SRJ potvrđuje da Beograd odbacuje prijedloge kontaktne skupine da se međunarodne sankcije Srbiji ukinu u zamjenu za priznavanje Hrvatske i BiH.[1]

### 5. ožujka
- Srbi iz Okučana naveliko kupuju u novootvorenoj prodavaonici uz auto-cestu kod Nove Gradiške, u sastavu prodavaonice radi i mjenjačnica, pa tako mogu strane novčanice mijenjati za kune.[1]
- Građani srpske nacionalnosti koji žive u Hrvatskoj sve glasnije podržavaju mirnu reintegraciju okupiranih područja u pravni sustav Hrvatske.[1]
- Konvoj UN-a probio se do opkoljene Srebrenice i dopremio potrebnu hranu pripadnicima nizozemske postrojbe iz sastava UNPROFOR-a.[1]
- Snage bosanskih Srba zadržale prekjučer petoricu djelatnika humanitarne udruge Lječnici bez granica, koji su s tri kamiona pokušali dopremiti lijekove u Sarajevo.[1]

### 6. ožujka
- Pomoćnika američkog državnog tajnika Richarda Holbrooka u predsjedničkim dvorim primio predsjednik Republike Hrvatske dr. Franjo Tuđman.[1]
- Predsjednik Srbije Slobodan Milošević nastoji preko prijatelja u islamskim zemljama svoju najstrašniju žrtvu, Muslimane u BiH, pridobiti u jugoslavenski savez, pri čemu im nudi zajedničko osvajanje hrvatske obale od Neuma do Makarske, a možda i do Zadra.[1]
- Odbor za mirnu reintegraciju hrvatskih okupiranih područja na saborskom zasjedanju zaključio da je plan Z-4 za Hrvatsku neprihvatljiv.[1]
- Muslimani i nadalje sprečavaju Hrvatima povratak u općinu Konjic.[1]
- Prometna policija na auto-cesti Zagreb-Lipovac zabilježila proteklog vikenda oko 2700 vozila, promet se odvija bez ograničenja i zastoja i na dionici auto-ceste kroz privremeno okupirano zapadnoslavonsko područje.[1]
- Italija prihvatila hrvatska objašnjenja o neugroženosti talijanske manjine u Istri.[1]
- Karadžićeva bosanska paradržava pokušava utjerati ratni porez u visini od 200 DEM mjesečno od Srba što su na radu u inozemstvu, nazvavši to patriotskim porezom, a prije njih to su pokušali učiniti i Muslimani, no vlasti u Bonnu oštro su reagirale i zabranile takav porez.[1]

### 7. ožujka
- Hrvatska vojska i oružane snage Federacije Bosne i Hercegovine (HVO i Armija BiH) utemeljili u Zagrebu Zajednički vojni stožer.[1]
- Srbi iz Rijeke i okolnih mjesta na skupe podrške mirnoj reintegraciji okupiranih hrvatskih područja apeliraju na Srbe iz UNPA područja da omoguće komunikaciju ljudi, posjete razdvojenih obitelji, a u pismu upućenom Saboru RH poručuju da Srbi mogu živjeti kao građani Republike Hrvatske u skladu s Ustavnim zakonom RH.[1]
- U trgovini na auto-cesti kod Nove Gradiške Srbi iz okupiranih Okučana kupuju sve čega ima, ne pitajući koliko košta, a najtraženiji su deterdženti, kava, margarin i konjak.[1]

### 8. ožujka
- Međunarodni pritisci na Hrvatsku u svezi s otkazom mandata UNPROFOR-u najveći su pritisci dosad, pa i veći nego prije potpisivanja Washingtonskih sporazuma - istaknuo ministar vanjskih poslova dr. Mate Granić na sjednici Odbora za vanjsku politiku Zastupničkog doma Sabora RH.[1]
- Zabrinutosti zapovjednika vojske bosanskih Srba najavom povlačenja UNPROFOR-a iz Hrvatske u Vlasenici razgovarali glavni zapovjednik UNPROFOR-a u BiH general Rupert Smith i general Ratko Mladić, a tom prilikom Mladić je Smithu predložio da se iz određenih istočnobosanskih gradova evakuira određeni broj civila, u stvari da se praktično očisti istočna Bosna od nesrba.[1]

### 9. ožujka
- Predsjednik Tuđman telefonski razgovarao s W. Christopherom, tijekom razgovora postignut daljnji napredak u usuglašavanju gledišta o prisutnosti međunarodne zajednice radi osiguravanja mirovnog procesa u rješavanju problema okupiranih područja, nakon prestanka mandata UNPROFOR-a.[1]
- Zbog nemogućnosti dopreme namirnice u bihaćki džep UNHCR suspendirao pomoć UNPA - područjima.[1]
- Komisija UN za ljudska prava usvojila rezoluciju o BiH, Hrvatskoj i SRJ, u kojoj je snažno osudila Srbiju.[1]
- Iz skladišta UNPROFOR-a u sektoru Istok srpske snage uzele trinaest tenkova, određeni broj oklopnih transportera i drugog naoružanja.[1]

### 10. ožujka
- U Kopenhagen, na summit o siromaštvu, stigao hrvatski predsjednik Tuđman, koji će osobno sudjelovati u radu završnog dijela konferencije.[1]
- Predsjednik i potpredsjednik bosanske federacije, Krešimir Zubak i Ejup Ganić, u Bonnu potpisali sporazum o federaciji BiH.[1]
- Politička uprava Ministarstva Obrane HR Herceg Bosne priopćila da su pripadnici Armije BiH u četvrtak u 1,20 sati u Bihaću uhitili general-bojnika Vladu Šantića, zapovjednika postrojbi Hrvatskog vijeća obrane na tom području.[1]
- Na kontrolnoj točki UNPROFOR-a između slobodnog Nemetina i okupiranog Sarvaša održana prva konferencija za novinare, na kojoj su zajedno bili predstavnici hrvatskih i srpskih medija.[1]
- Bez ikakva povoda pobunjeni Srbi su, unatoč nastojanju pripadnika danskog bataljuna UNPROFOR-a da ih u tom spriječe, ušli u tzv. plavu zonu i zauzeli borbene položaje koje su držali prije potpisivanja Zagrebačkog sporazuma.[1]

### 11. ožujka
- Na sastanku o društvenom razvitku u Kopenhagenu dr. Tuđman istaknuo da će Hrvatska iz kriznog razdoblja, koje je tobože potaknula otkazom UNPROFOR-u, izaći ojačana s više prijatelja i još više priznanja.[2]
- Po najnovijim podacima Glavnog stožera HVO-a regije Bihać, general bojnika HVO-a Vladu Šantića nasilno su u nepoznatom pravcu odveli pripadnici vojne policije 502. brigade Armije BiH na čelu sa zapovjednikom Hamdijom Abdićem.[2]
- Nacionalna federacija američkih Hrvata pozvala sve Amerikance hrvatskog podrijetla da načine pritisak na svoje izabrane političke zastupnike kako bi se u potpunosti objavio izvještaj američke obavještajne službe (CIA) o srpskim zločinima u BiH.[2]

### 13. ožujka
- Nakon razgovora predsjednika Tuđmana s američkim potpredsjednikom Alom Goreom u Kopengagenu potvrđena potpora SAD-a i EU-a hrvatskoj suverenosti.[2]
- Hrvatski predsjednik dr. Tuđman razgovarao s indonezijskim predsjednikom Suhartom.[2]
- Nove snage UN-a, koje će ostati u Hrvatskoj nakon službenog završetka mandata 31. ožujka, bit će zadužene za osjetno stroži nadzor međunarodnih granica Hrvatske, precizirao je ministar vanjskih poslova SAD Warren Christopher.[2]
- Beogradski mediji najavljuju neizbježno srpsko priznavanje Hrvatske nakon sporazuma dr. Tuđman i Alla Gorea.[2]

### 14. ožujka
- Sjedinjene Američke Države predložile da plave kacige u Hrvatskoj dobiju naziv Snage Ujedinjenih naroda u Hrvatskoj - a UNFIC je United Nations Force in Croatia.[2]
- Pristanak Hrvatske da na njezinom teritoriju ostanu snage UN-a, mudra je odluka, naglasila američka veleposlanica u UN-u, M. Albright.[2]
- HDZ BiH oštro prosvjeduje i zahtijeva hitno očitovanje odgovornih tijela vlasti BiH, političkih i vojnih struktura zašto još uvijek nema službenih informacija o uhićenju Vlade Šantića, general-bojnika HVO-a.[2]

### 15. ožujka
- Hrvatski predsjednik dr. Franjo Tuđman otputovao u posjet SAD-u gdje će se sastati s američkim predsjednikom Billom Clintonom.[2]
- Grčka podržava teritorijalni integritet i suverenost Hrvatske, ali je ona i prijatelj sa Srbijom, no Grčka je spremna pomoći Hrvatskoj, izjavio dr. Ivo Sanader, zamjenik ministra vanjskih poslova, nakon posjeta Grčkoj.[2]
- Nakon pristanka da međunarodne snage ostanu u Hrvatskoj s novim mandatom, London očekuje nove zahtjeve Beograda, u zamjenu za dopuštenje da mirovne snage budu postavljene na granicu između Hrvatske i Srbije.[2]

### 16. ožujka
- Predsjednik Tuđman radni posjet SAD-u počeo razgovorom u State Departmentu s državnim tajnikom Christopherom, a poslije podne je u Bijeloj kući održan državnički razgovor Tuđman-Clinton.[2]
- U Zagrebu predsjednik Svete Stolice Josip Uhač otvorio zgradu Apostolske nuncijature.[2]
- Predsjednik BiH Alija Izetbegović doputovao u službeni posjet Bonnu, on je prvi predsjednik jedne od država nastalih raspadom Jugoslavije za kojeg je priređen pun državnički protokol.[2]
- Razbiti izolaciju Beograda, uvjeravati da je za rat glavni krivac Hrvatska, pripremiti teren za poslovnu ekspanziju unatoč sankcijama, tri su glavna zadatka koje pokušava obaviti beogradski ministar Vladislav Jovanović prilikom posjeta Italiji i Svetoj Stolici.[2]

### 17. ožujka
- Predsjednik Tuđman sastao se u Bijeloj kući s američkim potpredsjednikom Alom Goreom, a u New Yorku s glavnim tajnikom UN-a Boutrosom Ghalijem i američkom veleposlanicom Madeleine Albright.[2]
- SAD, po riječima hrvatskog ministra obrane Gojka Šuška, daju punu potporu uključivanju Hrvatske u plan NATO-a Partnerstvo za mir.[2]
- Predsjednik Republike Hrvatske dr. Franjo Tuđman susreo se u četvrtak navečer u Washingtonu s hrvatskim iseljenicima i tom prigodom napomenuo da je pomirena, ujedinjena domovinska i iseljena Hrvatska stvorila svoju slobodnu i demokratsku Hrvatsku.[2]

### 18. ožujka
- Predsjednik Tuđman vratio se iz posjeta SAD-u i na tiskovnoj konferenciji u Zagrebu naglasio kako je Hrvatske učvrstila odnose sa SAD-om, te kako je postignuta puna suglasnost o svim pitanjima kao i dogovori o suradnji na svim područjima.[2]
- Odlazak, prestanak mandata UNPROFOR-a, prestanak UNPA zona, a angažiranje snaga UN na granicama Hrvatske značit će, naglasio predsjednik Tuđman nakon povratka iz SAD-a, novi korak, ubrzao rješavanje pitanje okupiranih područja i njihovo uključivanje u ustavno-pravni poredak Republike Hrvatske.[2]

### 19. ožujka
- Promet auto-cestom kroz okupirano područje zapadne Slavonije i proteklog se vikenda odvijao bez zastoja, bilo je, međutim, opet kamenovanja automobila.[2]
- Lider srpskih radikala dr. Vojislav Šešelj održao u Kninu miting na kojem je srbijanskog predsjednika Miloševića nazvao izdajnikom i kriminalcem, te pozvao sve Srbe da se ujedine i sruše Miloševićev režim, a na kraju je nazočne pozdravio - živjela velika Srbija.[2]

### 20. ožujka
- Povremena izazivanja Srba iz sektora Zapad na auto-cesti kroz okupirano područje nastavljena su, uz bacanje kamenja na osobne automobile i autobuse, a u nedjelju je preko auto-ceste povremeno bila postavljena bodljikava žica na koju je naletjelo nekoliko automobila.[2]
- Planovi za povlačenje plavih kaciga pretvaraju se, zapravo, u planove za intervenciju na Balkanu i stoga, makar se čini da će snage UN-a ostati i u Hrvatskoj i u BiH poslije 31. ožujka, planovi NATO-a za brzo izvlačenje snaga UN izrađuju se sve užurbanije.[2]

### 21. ožujka
- Predstojnik Ureda Predsjednika Republike Hrvatske inž. Hrvoje Šarinić razgovarao u Zagrebu sa supredsjedateljom Međunarodne konferencije o bivšoj Jugoslaviji Thorvaldom Stoltenbergom i tom prigodom napomenuo da Hrvatska neće pristati da se nove snage UN-a razmjeste na današnje crte razdvajanja, već da trebaju biti smještene uz hrvatsku granicu.[3]
- U Hrvatskoj trenutačno 195.802 prognanika i 188.607 izbjeglica iz BiH, izjavio prof. dr. Adalbert Rebić, predstojnik Vladina Ureda za prognanike i izbjeglice.[3]

### 22. ožujka
- Predsjednik Tuđman primio u Predsjedničkim dvorima rabina Arthura Schneiera, predsjednika zaklade Appeal for Conscience.[3]
- U posjet Hrvatskoj stigla talijanska ministrica vanjskih poslova Sussanne Agnelli.[3]
- Francuski ministar vanjskih poslova Juppe predlaže Miloševićevo priznanje BiH za odgodu priznanja Hrvatske.[3]
- U povodu radnog posjeta predsjednika Republike Hrvatske dr. Franje Tuđmana SAD-u, predsjednik Hrvatske bratske zajednice mr. Bernard Luketich izjavio da je to bio uspio i pravodoban posjet.[3]

### 23. ožujka
- Predsjednik Tuđman primio u Predsjedničkim dvorima ministricu vanjskih poslova Italije Sussannu Agnelli i tom prigodom uputio poziv da predsjednik Italije Scalfaro posjeti Hrvatsku.[3]
- Na povratku iz Crne Gore u Dubrovniku boravio posebni izaslanik glavnog tajnika UN-a za područje bivše Jugoslavije Yasushi Akashi i tom prigodom naglasio da je crnogorski predsjednik Bulatović zabrinut, te da ne bi želio da Prevlaka bude predmet konflikata.[3]
- Hrvatske snage iz Livanjskog polja ušle u najjužniji dio UNPA sektora i osvojile devet kilometara teritorija u dubini zaštićene zone i sedam duž granice između Hrvatske i BiH, tako da su se približile Kninu na samo 20 kilometara udaljenosti.[3]
- U Ženevi se susreli američki državni tajnik Warren Christopher i ruski ministar vanjskih poslova Andrej Kozirev prigodom razgovarali o Hrvatskoj i BiH.[3]
- Rusija je u Ženevi predstavila američkom državnom tajniku Christopheru plan za završetak sukoba na Balkanu, koji je razradila zajedno sa Srbijom, objavio Washington Times.[3]
- Vođa bosanskih Srba Radovan Karadžić zaprijetio da će pokrenuti protuofenzivu, ako međunarodna zajednica nastavi tolerirati ofenzivu Armije BiH u sjeveroistočnom dijelu BiH.[3]

### 24. ožujka
- Nakon razgovora Kozireva i Christophera i Juppeovih izjava, Amerika i EU odbila rusko-srpski plan za rješavanje krize na prostoru bivše Jugoslavije.[3]
- Predsjednik Tuđman primio u Zagrebu izaslanstvo Europskog parlamenta, koji podupire dogovor iz Kopenhagena i novi mandat međunarodnih snaga u Hrvatskoj, te će dati potporu Hrvatskoj, naglasila voditeljica izaslanstva Doris Pack i dodala kako UNPROFOR nije radio što je trebao.[3]
- Predsjednik Tuđman razgovarao u Zagrebu s izaslanstvom Njemačkog parlamenta i tom prigodom naglasio kako se Hrvatska zalaže za mirno rješenje i za priznanje od strane SRJ, te u svezi s tim traži potporu Njemačke.[3]

### 25. ožujka
- Glavni tajnik UN-a B.B. Ghali podnio izvješće Vijeću sigurnosti Ujedinjenih naroda u kojemu predlaže tri nova odvojena mandata UN-a za Hrvatsku - UNPF-jedan, BiH - UNPF-dva i Makedoniju - UNPF-tri, koji bi istekao 30.11.1995. godine, a glavno sjedište UN Peace Forcea - UNPF-a bilo bi u Zagrebu.[3]
- Prema posljednjem nacrtu rezolucije Vijeća sigurnosti za Hrvatsku, mirovne snage koje bi kontrolirale hrvatske granice pratile bi i izvještavale o prelasku vojnog osoblje, opskrbnoga vojnoga materijala i oružja iz Srbije i BiH.[3]

### 26. ožujka
- Nakon izvješća glavnog tajnika UN-a B.B. Ghalija o mirovnim operacijama u Hrvatskoj, BiH i Makedoniji, Hrvatska insistira na kontroli svojih granica.[3]
- Uprava EU-a osudila srpsko granatiranje Mostara u kojemu je poginula 14-godišnja djevojčica, a sedmero ljudi ranjeno.[3]
- U subotnjem srpskom granatiranju Goražda ranjeno 15 osoba, priopćio glasnogovornik UNPROFOR-a u Sarajevo Gary Coeard.[3]

### 27. ožujka
- U New Yorku počele konzultacije o novoj Rezoluciji UN-a, a među promatračima se zapaža da je ključni problem nadzor međunarodno pravnih granica Republike Hrvatske.[3]
- Ministar vanjskih poslova RH dr. Mate Granić, govoreći o izvješću B. B. Ghalija, istaknuo da je Hrvatska nezadovoljna prijedlogom nove rezolucije Vijeća sigurnosti zbog dvije stvari: očekujemo da se u nazivu mirovnih snaga nađe ime Hrvatska, te da se bolje definira nadzor granica.[3]
- Radovi na željezničkoj pruzi kroz okupirano područje zapadne Slavonije, od Novske do Nove Gradiške, odvija se po planu.[3]
- Akcija ovladavanja TV-odašiljačem na istočnom dijelu planine Majevice završena je, te vojnici 2. korpusa Armije BiH kontroliraju cijeli objekt na Stolicama, vrhu visokom 960 metara.[3]
- Nakon uspješnih prodora Armije BiH, Radovan Karadžić sprema protuudar na, kako ističe, zaštićene zone Srebrenice, Žepe i Goražda.[3]

### 28. ožujka
- Predsjednik Republike Hrvatske dr. Franjo Tuđman primio u Zagrebu izaslanstvo HR Herceg-Bosne i HDZ-a BiH i tom prigodom se izjasnio za snažnu gospodarsku, vojnu, kulturnu, medijsku i svaku drugu potporu Hrvatske u daljnjoj izgradnji Federacije BiH i njezine konfederacije s Hrvatskom.[3]
- Državni tajnik SAD Warren Christopher izjavio kako Washington zahtijeva od NATO-a i UN da svoju zračnu silu pokrenu puno slobodnije protiv bosanskih Srba koji napadaju zaštićena područja u BiH.[3]
- Zbog neprihvatljivosti izvješća B. B. Ghalija, dr. Mate Granić uputio glavnom tajniku UN-a pismo u kojemu zahtijeva da ime nove operacije mora sadržavati riječ Hrvatska; izrijekom potvrđujući činjenicu da nova operacija u svojoj cijelovitosti ima biti provedena na suverenom teritoriju Republike Hrvatske.[3]

### 29. ožujka
- Hrvatski veleposlanik pri UN dr. Mario Nobilo predao glavnom tajniku UN-a B. B. Ghaliju popis s imenima 51 visokog časnika tzv. Jugoslavenske armije koji su na dužnosti na okupiranom teritoriju Republike Hrvatske a koje i dalje plaća vlada tzv. Jugoslavije.[3]
- Posebni izaslanik Glavnog tajnika UN-a Yashusi Akashi pozvao Vladu BiH i Karadžićeve Srbe da budu suzdržani i poštuju sporazume o prekidu neprijateljstva kako bi se spriječio novi veliki rat u Bosni; to se posebno odnosi na akcije Armije BiH na području Tuzle i topničke napade Srba na zaštićene zone.[3]
- S otkucavanjem posljednjih sati dosadašnjem mandatu UNPROFOR-a u Hrvatskoj, u Londonu raste zabrinutost da bi Srbi mogli UN proglasiti neprijateljskom silom.[3]
- Zapovjednik UNPROFOR-a za BiH, britanski general Rupert Smith konzultirao se s dužnosnicima NATO-a o oblicima mogućih zračnih napada na bosanske Srbe i tom prigodom izjavio da ih on ne bi, ako bi trebao, napao.[3]

### 30. ožujka
- Nakon tri godine, jedan mjesec i deset dana, danas prestaje djelovanje Zaštitnih snaga UN u Hrvatskoj - UNPROFOR-a - od tog stava Hrvatska, unatoč silnih pritisaka, čak i prijetnji, nije odstupila.[3]
- Unatoč raznim spekulacijama, novi mandat snaga UN-a u Hrvatskoj najvjerojatnije će početi sutra, kazao novinarima glasnogovornik UNPROFOR-a Alun Roberts, te dodao kako je u četiri sektora situacija napeta te da Srbi u istočnom iz skladišta otimaju teško oružje.[3]

### 31. ožujka
- Vijeće sigurnosti UN-a izmijenilo predloženi nacrt rezolucije o mandatu međunarodnih snaga u Hrvatskoj, prema kojemu se uspostavlja nova operacija za Hrvatsku nazvana UNCRO in Croatia (Operacija UN-a za povratak povjerenja u Hrvatskoj).[3]
- Britansko ministarstvo unutarnjih poslova počelo zatvarati prihvatilišta za bosanske prognanike. Iako se britanska vlada obvezala preuzeti 4.000 izbjeglica, prihvatila ih je svega oko 2.000.[3]
- Bosanski premijer Haris Silajdžić pozvao tzv. SRJ da prizna BiH, Istaknuvši da je to nužan preduvjet za prekid vatre.[3]